# Remingtons
Remingtons war eine US-amerikanische Country-Formation, die sich durch ein virtuoses Gitarrenspiel auszeichnete.

## Geschichte
Musikalischer Kopf der Band war Jimmy Griffin (* 10. August 1943 als James Arthur Griffin in Cincinnati; † 11. Januar 2005), der in den 1970ern mit der Popgruppe Bread erfolgreich war und für die Komposition von Filmmusik einen Oscar erhalten hatte. Nach Auflösung von Bread, arbeitete er zunächst als Solist und danach mit Billy Swan und Randy Meisner als Trio Black Tie zusammen.
1991 gründete er gemeinsam mit Richard Mainegra und Rick Yancey, die zuvor bei der Gruppe Cymarron gespielt hatten, die Remingtons. Die drei Musiker wurden vom Produzenten Josh Leo entdeckt und für das zu RCA gehörenden BNA-Label unter Vertrag genommen. Ihre erste Single, A Long Time Ago, erschien 1992 und erreichte Platz 10 der Country-Charts. Es war ihr größter Hitparadenerfolg.
Die Band zeichnete sich durch ein virtuoses Gitarrenspiel und einen perfekten Harmonie-Gesang aus. Mit Unterstützung von Studiomusikern wurde 1991 das Debütalbum Blue Frontier produziert. The Remingtons wurden von Country-Radiostationen jedoch nur selten gespielt; der kommerzielle Erfolg blieb begrenzt. Nach Erscheinen des zweiten Albums 1993 löste sich die Band auf.

## Diskografie
- 1991 – Blue Frontier
- 1993 – Aim for the Heart